# Henry Simmons
Henry Oswald Simmons Jr. (Stamford, 1º luglio 1970) è un attore statunitense.

## Biografia
Simmons nasce a Stamford (Connecticut); figlio di Aurelia, una insegnante scolastica, e Henry Simmons Sr., un agente IRS, all'interno di una famiglia mediamente numerosa, con due sorelle gemelle e un fratello. Si guadagnò una borsa di studio giocando a pallacanestro al Franklin Pierce College nel New Hampshire, giungendo una laurea in business. In questo periodo ebbe anche le sue prime esperienze di recitazione in teatro.
Uscito dal college, lavorò per un breve periodo alla compagnia Fortune 500 a Stamford. Scontento della propria occupazione, cominciò a interessarsi alla recitazione, iniziandone lo studio; dapprima ottenne ruoli di secondo piano,ma arrivò poi a essere un personaggio ricorrente nella soap opera Destini.
È divenuto noto per aver interpretato l'investigatore Baldwin Jones nella serie televisiva NYPD - New York Police Department trasmessa da ABC. Nel 2004 è apparso nella commedia d'azione New York Taxi, nel ruolo del fidanzato di Queen Latifah, un remake del film culto francese Taxxi. Ha anche prestato il suo volto in alcuni episodi della serie televisiva giudiziaria Shark - Giustizia a tutti i costi, con James Woods, figurando poi tra i protagonisti della commedia nera World's Greatest Dad di Bobcat Goldthwait.
Nel 2012 esce Phenom di David Anspaugh, film di genere sportivo, con Simmons affiancato dal noto cantante Chris Brown nel cast. Nel 2013 esce il film dello stesso genere Un'allenatrice speciale di Pierre Bagley, ispirato alla vera storia di Catana Starks, primo allenatore femminile nella prima divisione del NCAA, nel quale Simmons recita la parte del direttore del dipartimento atletico scolastico. Dal 2014 è tra i protagonisti della serie tv di successo Agents of S.H.I.E.L.D..
Simmons ha avuto una relazione con la personalità televisiva e giornalista Lauren Sánchez, fino alla rottura nel 2003. Nel 2008 si è fidanzato con la cantante del gruppo Destiny's Child Michelle Williams. Nel 2010 ha sposato Sophina Brown, sua collega sul set del legal drama Shark.

## Filmografia

### Cinema
- Snow Days,regia di Adam Marcus (1999)
- A Gentleman's Game, regia di J. Mills Goodloe (2002)
- Spartaco il gladiatore (Spartacus), regia di Robert Dornhelm (2002)
- New York Taxi (Taxi), regia di Tim Story (2004)
- Lackawanna Blues, regia di George C. Wolfe (2005)
- Io, lei e i suoi bambini (Are We There Yet?), regia di Brian Levant (2005)
- Something New, regia di Sanaa Hamri (2006)
- Riunione di famiglia con pallottole (Madea's Family Reunion), regia di Tyler Perry (2006)
- The Insurgents, regia di Scott Picko (2006)
- South of Pico, regia di Ernst Gossner (2007)
- Il papà migliore del mondo (World's Greatest Dad), regia di Bob Goldthwait (2009)
- Ossessione omicida (No Good Deed), regia di Sam Miller (2014)
- Synapse, regia di Kenlon Clark (2021)

### Televisione
- NYPD - New York Police Department (NYPD Blue) - serie TV, 121 episodi (2000-2005)
- Pepper Dennis - serie TV, episodi 1x07-1x08 (2006)
- Shark - Giustizia a tutti i costi (Shark) - serie TV, 32 episodi (2006-2008)
- CSI: Miami - serie TV, episodio 8x01 (2009)
- Georgia O'Keeffe, regia di Bob Balaban – film TV (2009)
- Cose da uomini (Man Up!) – serie TV, 13 episodi (2011-2012)
- Common Law – serie TV, un episodio (2012)
- Ravenswood - serie TV, 8 episodi (2013-2014)
- Reckless - serie TV, episodio 1x11 (2014)
- Agents of S.H.I.E.L.D. - serie TV, 44 episodi (2014-2020)
- Law & Order - Unità vittime speciali (Law & Order: Special Victims Unit) - serie TV, episodio 16x02 (2014)

### Web
- Agents of S.H.I.E.L.D.: Slingshot – serie Web (2016)

## Doppiatori italiani
Nelle versioni in italiano delle opere in cui ha recitato, Henry Simmons è stato doppiato da:
- Massimo Bitossi in Law & Order - Unità vittime speciali, Ossessione omicida
- Fabrizio Pucci in New York Taxi, CSI: Miami
- Luca Ward in NYPD - New York Police Department
- Christian Iansante in Shark - Giustizia a tutti i costi
- Roberto Draghetti in Cose da uomini
- Gianluca Machelli in Common Law
- Alessandro Ballico in Agents of S.H.I.E.L.D.